# Лодки из арбузных корок
«Лодки из арбузных корок» (тур. Karpuz kabuğundan  gemiler yapmak) — турецкий фильм режиссёра Ахмета Улучая фильм, снятый в 2004 году.

## Сюжет
Мехмет живёт в деревне. Днём он работает в городе в лавке продавца арбузов. Мехмет страстно увлечён кинематографом. Вечером он вместе с друзьями Реджепом и сумасшедшим Омером пытается сделать кинопроектор, в котором они хотят проигрывать обрывки киноплёнок. Мать Мехмета отрицательно относится к увлечению сына и периодически уничтожает найденные киноплёнки.
Однажды в лавку приходит женщина и просит Мехмета собирать ненужные арбузные корки для своих коров. Она приглашает Мехмета в дом. Там он знакомится с её дочерьми. Он влюбляется в старшую Нихал, но та терпеть не может его. Матери и младшей сестре Мехмет нравится, и они охотно зовут Мехмета на чай или на помощь, что только раздражает Нихал.
Хозяин арбузной лавки разорился и Мехмет не смог найти новую работу в городе.
Через Реджепа он передаёт Нихал письмо, которое производит на неё впечатление.
Мехмету и Реджепу удаётся сделать кинопроектор. Они идут в город за батарейками, и там Мехмет узнаёт, что мать Нихал вышла замуж и вместе с дочерьми переехала в другой город.

## В ролях
| Актёр               | Роль   |
| ------------------- | ------ |
| Исмаил Хаккы Таслак | Реджеп |
| Кадир Каймаз        | Мехмет |
| Гулайше Эркоч       | Незихе |
| Бонджук Йыльмаз     | Нихал  |

## Интересные факты
- Этот фильм автобиографичен для режиссёра и сценариста Ахмета Улучая[1].
- Главные герои живут в родной деревне Ахмета Улучая[1].

## Награды
- Специальное упоминание, Международный кинофестиваль в Салониках, 2004
- Лучший новый режиссёр, Международный кинофестиваль в Сан-Себастьяне, 2004 год.
- Золотая Антигона, Международный средиземноморский кинофестиваль в Монпелье, 2004 год.
- Лучший турецкий фильм года, Международный кинофестиваль в Стамбуле, 2004 год.
- Лучший монтаж, лучший фильм, самый обещающий актёр, Международный кинофестиваль в Анкере, 2005 год